# Eurovision Young Musicians 1982
Der 1. Eurovision Young Musicians (EYM) fand am 11. Mai 1982 in der Free Trade Hall in Manchester im Vereinigten Königreich statt. Ausrichter war die BBC, die auch den Eurovision Song Contest im selben Jahr ausrichtete.
Sieger der ersten Ausgabe wurde der deutsche Pianist Markus Pawlik. Damit konnte Deutschland in einem Jahr zwei Eurovision-Veranstaltungen gewinnen. Schließlich holte Deutschland auch den Sieg beim Eurovision Song Contest 1982. Auf Platz 2 landete der französische Klarinettist Paul Meyer, während Platz 3 an den Schweizer Pianisten Bertrand Roulet ging.

## Austragungsort
Die BBC wählte als Austragungsort die Free Trade Hall in Manchester aus. Bemerkenswert ist, dass die BBC nur einige Wochen zuvor erst den Eurovision Song Contest 1982 ausrichtete.

## Format
Jedes Land schickt einen Musiker, welcher nicht älter als 19 Jahre ist, zum Wettbewerb. Dieser spielt dann ein Instrument und stellt mit diesem ein Stück vor. Unterstützt wird der Musiker von dem BBC Northern Symphony Orchestra. Eine professionelle Jury entscheidet daraufhin die ersten drei Plätze. Der Sieger erhielt einen Preis von £1000. Folgende Juroren saßen 1982 in der Jury:
- Argeo Quadri  (Vorsitzender)
- Miguel Ángel Estrella
- Hans Heinz Stuckenschmidt
- Jean-Claude Casadesus
- Frans Vester
- Gunnar Rugstad
- Gerhard Wimberger
- Mischa Maisky
- Eric Tappy
- Alun Hoddinott
- Carole Dawn Reinhart

### Moderation
Als Moderator fungierte der BBC-Moderator Humphrey Burton.

## Teilnehmer

Länder, die 1982 teilgenommen haben

Insgesamt sechs Länder nahmen am ersten Eurovision Young Musicians teil. Während Deutschland, Frankreich, Österreich, die Schweiz und das Vereinigte Königreich ihre erste Teilnahme 1982 feierten, gab es bei der ersten Teilnahme Norwegens 1982 eine Besonderheit.
So nahmen Norwegen, Dänemark, Finnland und Schweden zusammen teil. Da es in der Sendung für neun Teilnehmer keinen Platz gab, da diese sonst den zeitlichen Rahmen der Veranstaltung sprengen würde, schickten die vier Länder 1982 einen Teilnehmer zusammen. Dieser nahm dann unter norwegischer Flagge teil, so dass eigentlich nur Norwegen 1982 debütierte.

## Finale
Das Finale fand am 11. Mai 1982 in der Free Trade Hall in Manchester statt. Sechs Länder traten gegeneinander an, wobei nur die ersten drei Plätze bekannt wurden.
| Platz | Startnr. | Land                               | Interpret       | Instrument | Stück                                               |
| ----- | -------- | ---------------------------------- | --------------- | ---------- | --------------------------------------------------- |
| 1.    | 6        | BR Deutschland                     | Markus Pawlik   | Klavier    | Piano Concerto No.1 von Felix Mendelssohn Bartholdy |
| 2.    | 2        | Frankreich                         | Paul Mayer      | Klarinette | Clarinet Concerto No.2 von Carl Maria von Weber     |
| 3.    | 4        | Schweiz                            | Bertrand Roulet | Klavier    | Piano Concerto No.2 von Dmitri Shostakovich         |
| –     | 1        | Vereinigtes Königreich (Gastgeber) | Anna Markland   | Klavier    | Piano Concerto No.2 von Sergei Rachmaninoff         |
| –     | 3        | Norwegen                           | Atle Sponberg   | Violine    | Violin Concerto No.1 von Niccolò Paganini           |
| –     | 5        | Österreich                         | Leonard Kubizek | Klarinette | Clarinet Concerto von Wolfgang Amadeus Mozart       |

## Übertragung
Insgesamt neun Fernsehanstalten übertrugen die Veranstaltung:
| Land                      | Sender              | Kommentator            |
| Teilnehmende Länder       | Teilnehmende Länder | Teilnehmende Länder    |
| ------------------------- | ------------------- | ---------------------- |
| BR Deutschland            | ZDF                 | k. A.                  |
| Frankreich                | TF1                 | Serge Kaufmann         |
| Norwegen                  | NRK1                | Eyvind Solås           |
| Österreich                | ORF 2               | k. A.                  |
| Schweiz                   | RTS Un              | Georges Kleinmann      |
| Schweiz                   | Espace 2            | Georges Kleinmann      |
| Vereinigtes Königreich    | BBC Two             | k. A.                  |
| Vereinigtes Königreich    | BBC Radio 4         | k. A.                  |
| Nicht teilnehmende Länder |                     |                        |
| Dänemark                  | DR1                 | Marianne Albrechtslund |
| Dänemark                  | DR P1               | Marianne Albrechtslund |
| Dänemark                  | DR P2               | Marianne Albrechtslund |
| Finnland                  | YLE                 | k. A.                  |
| Schweden                  | SVT                 | k. A.                  |